# Xenia (género)

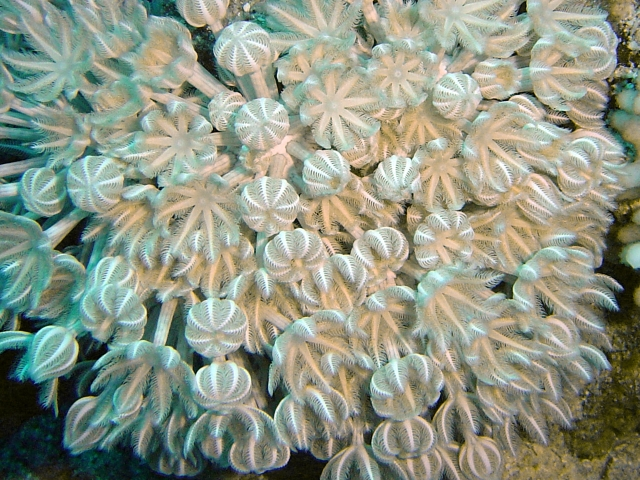
Xenia umbellata, pulsando sus tentáculos

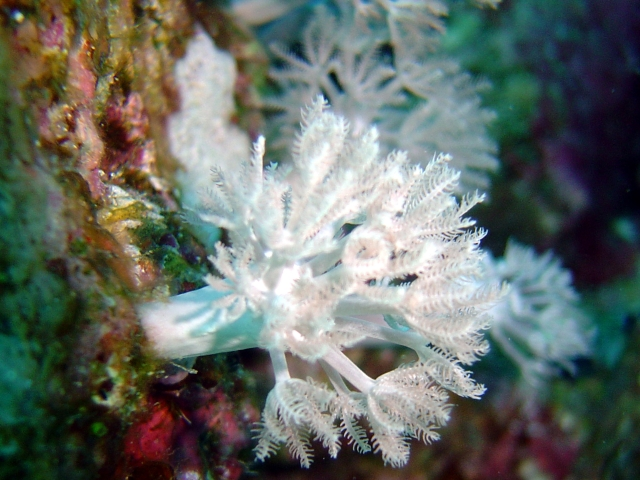
Xenia umbellata, pólipos pulsantes

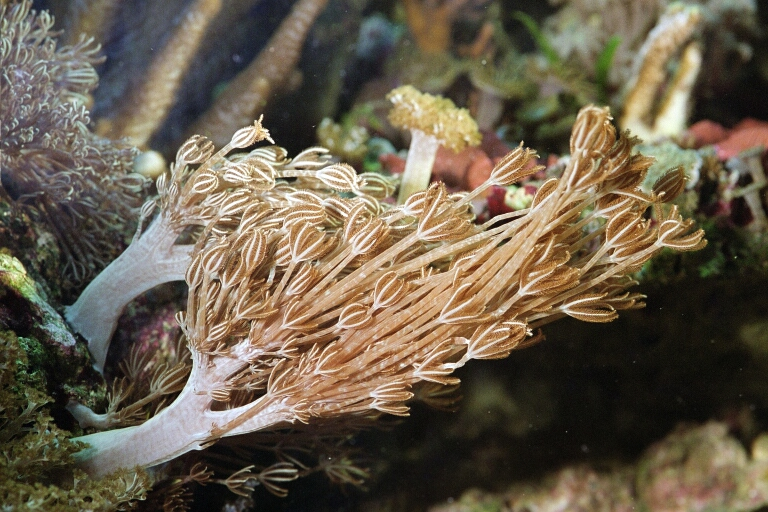

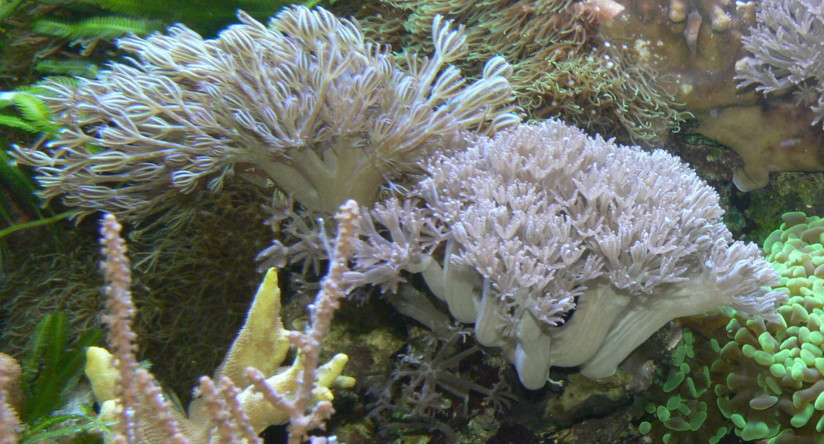
Dos especies de Xenia.

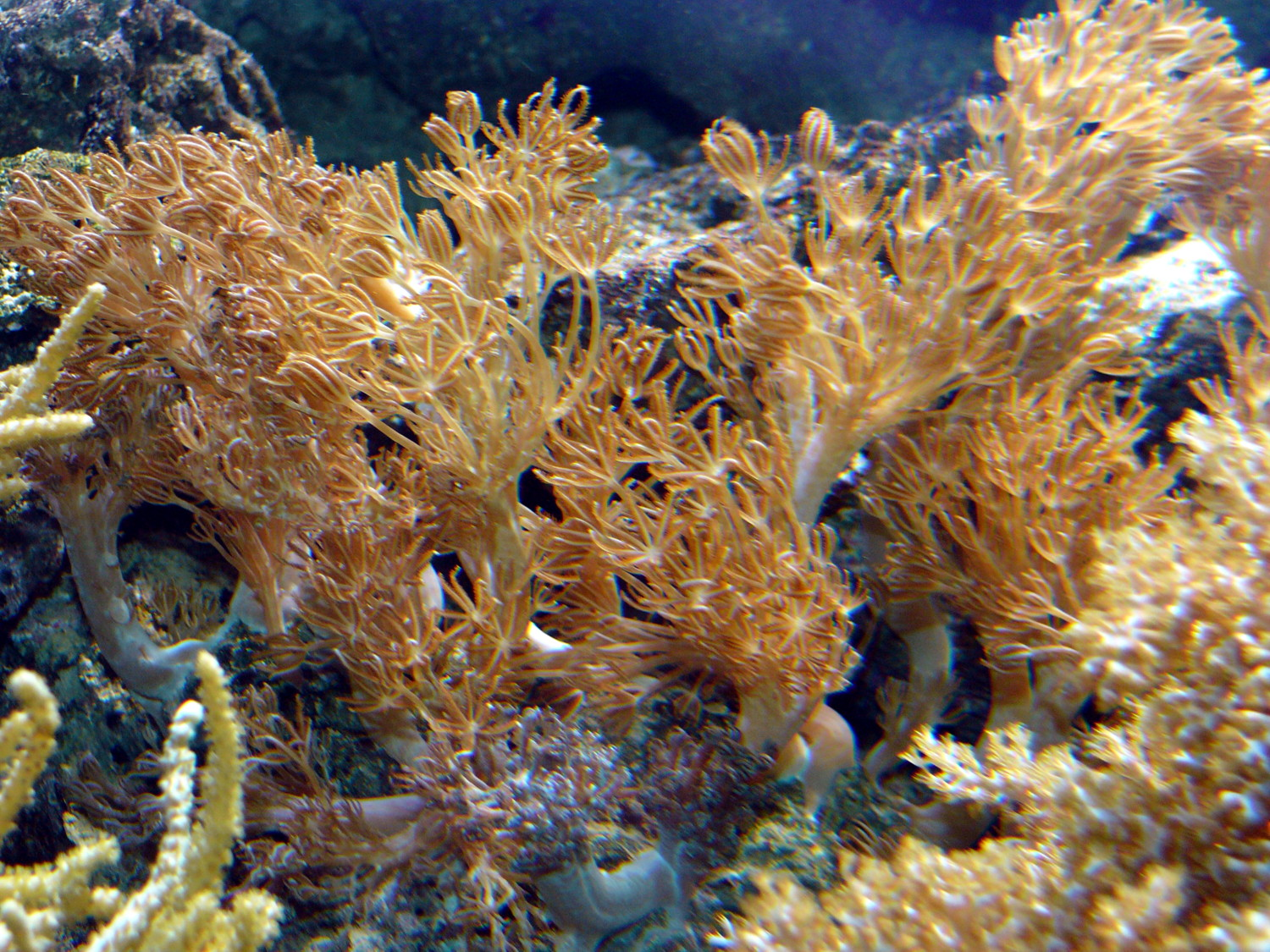

Xenia es un género de corales de la familia Xeniidae, orden Alcyonacea.
Este género de octocorales pertenece a los corales blandos, así denominados porque, al contrario de los corales duros del orden Scleractinia, no generan un esqueleto de carbonato cálcico, por lo que no son generadores de arrecife. 
Sus nombres comunes son coral pulsante o coral pom pom.

## Especies
El Registro Mundial de Especies Marinas acepta las siguientes especies:
| - Xenia actuosa - Verseveldt & Tursch, 1979 - Xenia amparoi - Roxas, 1933 - Xenia antarctica - Kükenthal, 1902 - Xenia bauiana - May, 1899 - Xenia crassa - Schenk, 1896 - Xenia crispitentaculata - Verseveldt, 1977 - Xenia cylindrica - Roxas, 1933 - Xenia danae - Verrill, 1869 - Xenia dayi - Tixier-Durivault, 1960 - Xenia delicata - Roxas, 1933 - Xenia depressa - Kükenthal, 1909 - Xenia distorta - Tixier-Durivault, 1966 - Xenia elongata - Dana, 1846 - Xenia fimbriata - Utinomi, 1955 - Xenia fisheri - Roxas, 1933 - Xenia flava - Roxas, 1933 - Xenia florida - Lesson, 1826 - Xenia fusca - Schenk, 1896 - Xenia garciae - Bourne, 1895 - Xenia grasshoffi - Verseveldt, 1974 - Xenia hicksoni - Ashworth, 1899 - Xenia humilis - Verseveldt, 1977 - Xenia intermedia - Roxas, 1933 - Xenia kukenthali - Roxas, 1933 - Xenia kusimotoensis - Utinomi, 1955 - Xenia lepida - Verseveldt, 1971 | - Xenia lillieae - Roxas, 1933 - Xenia medusoides - May, 1899 - Xenia membranacea - Schenk, 1896 - Xenia mucosa - Verseveldt & Tursch, 1979 - Xenia multipinnata - Tixier-Durivault, 1966 - Xenia multispiculata - Kükenthal, 1909 - Xenia nana - Hickson, 1930 - Xenia novaebritanniae - Ashworth, 1900 - Xenia novaecaledoniae - Verseveldt, 1974 - Xenia plicata - Schenk, 1896 - Xenia puertogalerae - Roxas, 1933 - Xenia pulsitans - Kent, 1893 - Xenia quinqueserta - May, 1899 - Xenia rubens - Schenk, 1896 - Xenia samoensis - Kölliker - Xenia sansibariana - May, 1899 - Xenia schenki - Roxas, 1933 - Xenia sexseriata - Verseveldt, 1977 - Xenia spicata - Li, 1982 - Xenia stellifera - Verseveldt, 1977 - Xenia ternatana - Schenk, 1896 - Xenia tripartita - Roxas, 1933 - Xenia tumbatuana - May, 1898 - Xenia umbellata - Lamarck, 1816 - Xenia viridis - Schenk, 1896 - Xenia viridus - Schenk, 1896 |

## Morfología
La colonia de pólipos tiene formas arbustivas. Colonias cilíndricas pequeñas, en forma de cúpula, a veces ramificada, con pólipos sólo en los tallos terminales. Los tallos son cortos y el capitulum, o base de la que surgen los pólipos, es suavemente hemisférico. El tejido de la colonia contiene escleritas del mismo tamaño, 0.03 mm.
Pólipos monomórficos y uniformes, separados entre sí de 2 a 3 mm, con 8 tentáculos, que cuentan con unas hileras  de unas 12 pínulas cada una, dispuestas opuestamente. Los pólipos tienen diversa capacidad retráctil, hay colonias que los retraen parcialmente en el capitulum y otras que no los retraen en absoluto. El tamaño de los pólipos es de 2,5 hasta unos 5 cm.
Los pólipos pueden "caminar" soltándose de su amarre en la colonia, y volviéndose a fijar en otro lado.
De color blanco, marfil, crema, marrón claro o verde claro. Vive hasta 7 años. 
La característica más vistosa es el movimiento pulsante de los tentáculos del pólipo. No todas las especies pulsan, pero las que lo hacen, pulsan unas 8 veces por minuto.

## Hábitat y distribución
Viven en pendientes y paredes verticales del arrecife, con corrientes moderadas, y, normalmente, entre 0 y 9 m de profundidad. En zonas con buena intensidad de luz. Normalmente anclados en rocas y corales. También se encuentra en zonas polucionadas próximas a puertos y urbanizaciones costeras.
Se distribuyen en el océano Indo-Pacífico, desde la costa oriental africana, Madagascar, mar Rojo, Indonesia, Filipinas, sur de Japón, Papúa Nueva Guinea, Nueva Caledonia, Australia y Fiyi.

## Alimentación
Contienen algas simbióticas llamadas zooxantelas. Las algas realizan la fotosíntesis produciendo oxígeno y azúcares, que son aprovechados por los corales, y se alimentan de los catabolitos del coral (especialmente fósforo y nitrógeno). Aunque está en discusión, algunos autores creen que, con su movimiento pulsante capturan materia orgánica disuelta en el agua.

## Reproducción
Alcanzan la madurez sexual al año. Asexual, por fisión varias veces al mes. Y sexual, expeliendo larvas en la columna de agua. Tienen una gran capacidad de reproducción.

## Mantenimiento
Son corales cuyo mantenimiento en cautividad reporta diferentes grados de dificultad. Desde los que lo consideran casi imposible de mantener, hasta los que tienen que realizar podas periódicas por su capacidad reproductiva e invasiva con otras especies. 
Requiere iluminación de moderada a fuerte. Prefiere fluorescentes T5 a lámparas de metal, para lo que deberemos aclimatarlo progresivamente, so pena de "quemarlo". Debe tener corriente moderada.
El agua debe estar libre de fosfatos y nitratos. Aditar yodo y elementos traza.